# Kościół św. Marii Magdaleny w Brzyskach
Kościół świętej Marii Magdaleny – rzymskokatolicki kościół parafialny należący do parafii pod tym samym wezwaniem (dekanat Brzostek diecezji rzeszowskiej).
Jest to świątynia wybudowana w latach 1867–1879. Kościół reprezentuje styl neogotycki, wzniesiony został głównie z kamienia ciosowego i jest pokryty blachą miedzianą. W szczytowej części świątyni jest umieszczona dzwonnica z dwoma dzwonami. Wnętrze kościoła jest podzielone na trzy nawy (wymiary świątyni to: długość 31 metrów, szerokość w nawie głównej 8 metrów, w nawach bocznych 2 metry, z dwoma kaplicami). Główny ołtarz został wykonany z wapienia i piaskowca. Jego twórcą jest pracownia braci Trembeckich z Krakowa. W ołtarzu znajduje się obraz św. Marii Magdaleny, patronki świątyni. Do wykonania pozostałych czterech ołtarzy użyto drewna czarnego dębu. Poniżej balustrady, po prawej stronie nawy, jest umieszczona kamienna chrzcielnica, wykuta w formie kielicha. Ambona jest usytuowana po lewej stronie nawy głównej. Ławki w stylu neogotyckim zrobiono z drewna dębowego.

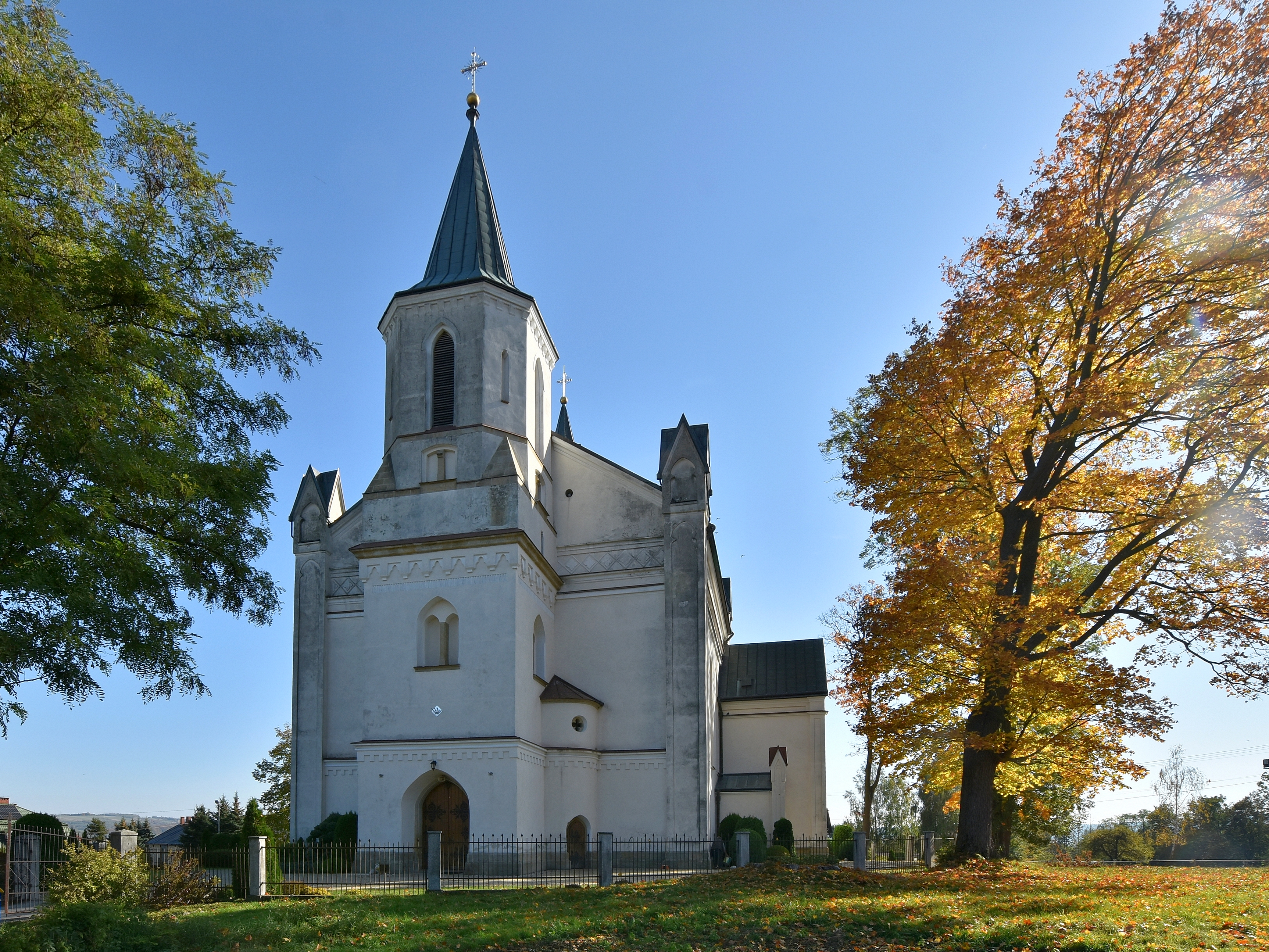
Elewacja frontowa
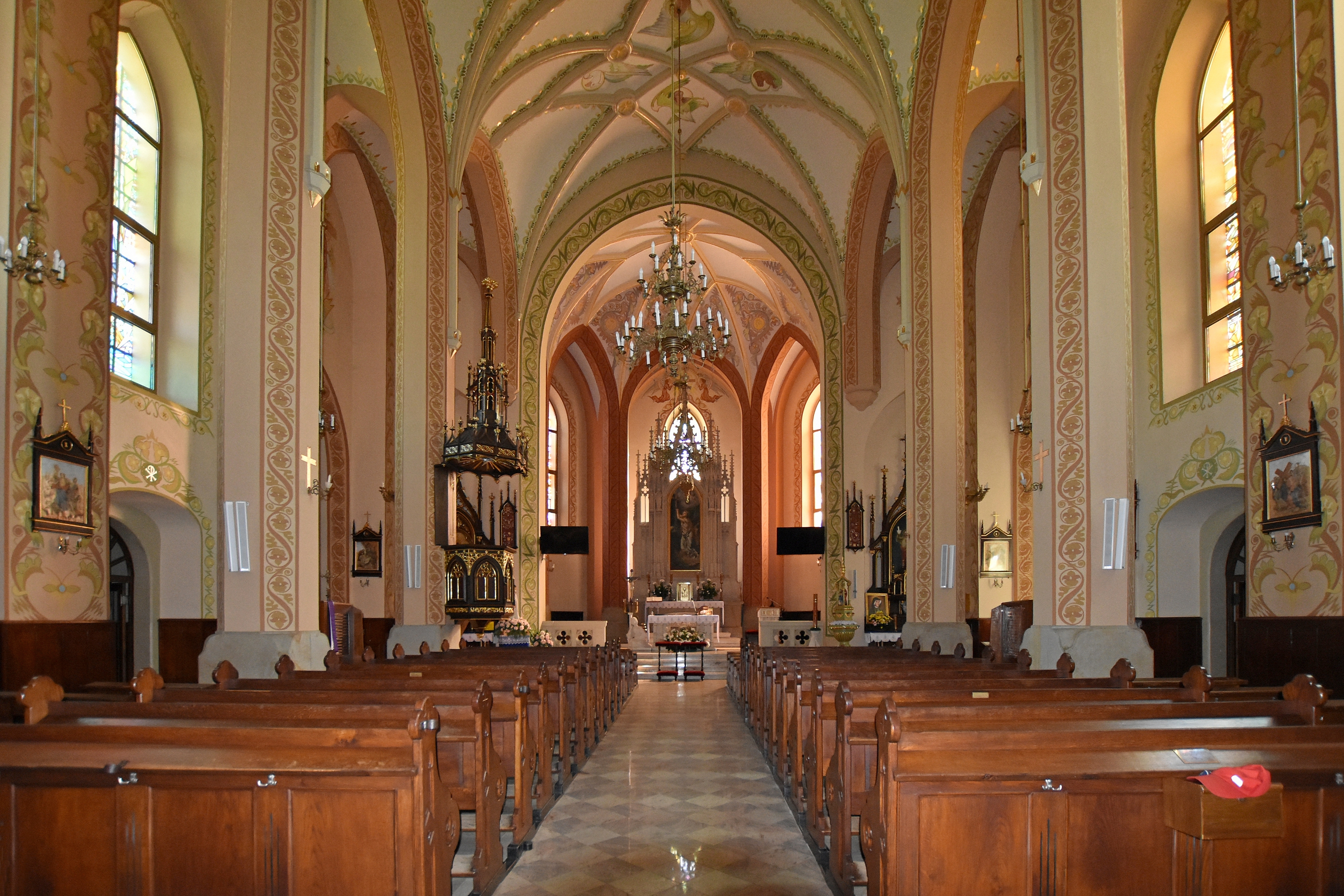
Wnętrze
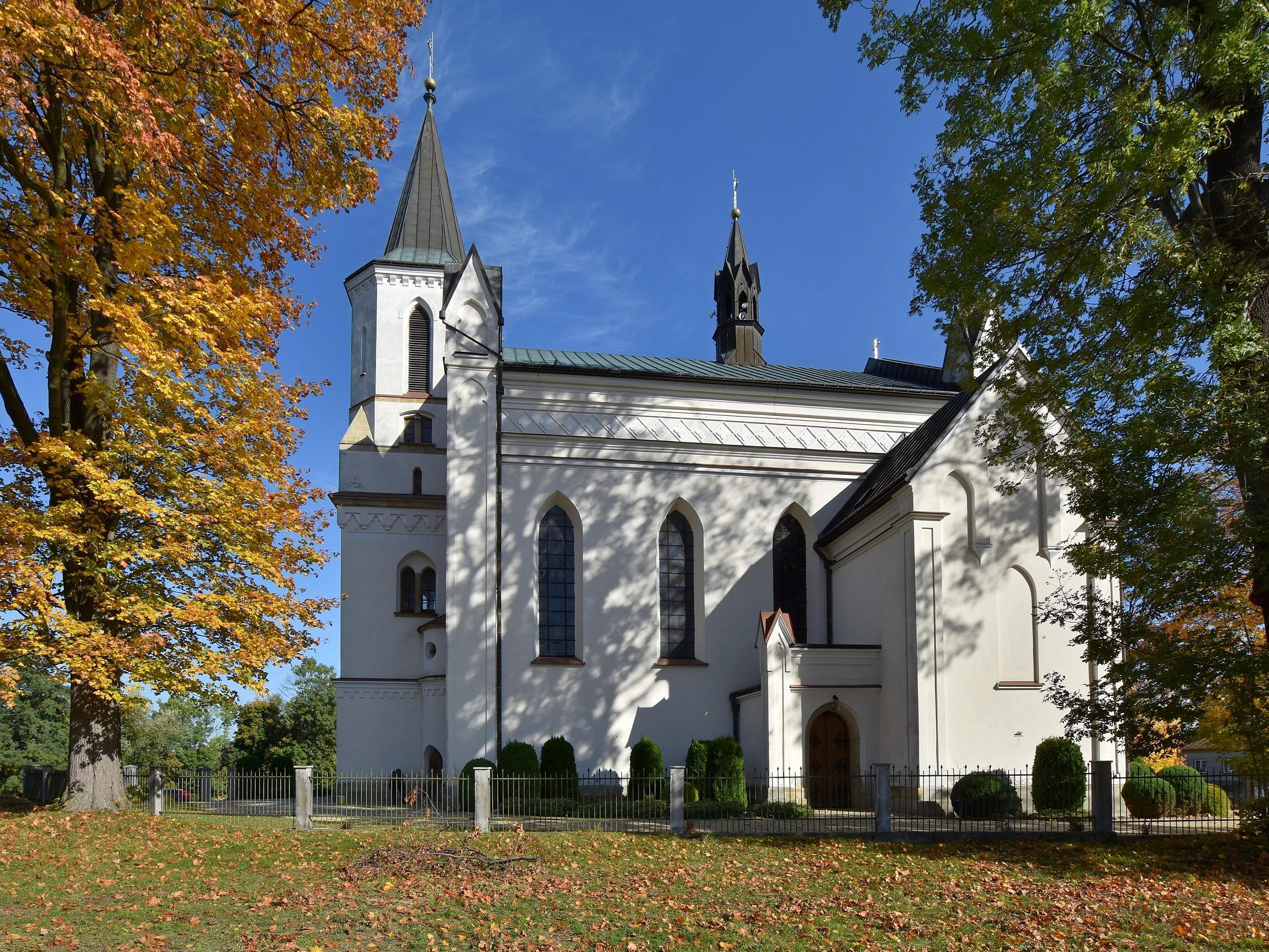
Elewacja południowa